# Liste der Staatsoberhäupter 417
Übersicht
◄◄ | ◄ | 413 | 414 | 415 | 416 | Liste der Staatsoberhäupter 417 | 418 | 419 | 420 | 421 | ► | ►►

Weitere Ereignisse

## Afrika
- Aksumitisches Reich
  - König: Ebana (ca. 415–ca. 450)

## Amerika
- Maya
  - Palenque
    - König: K'uk Balam' (397–435)

  - Tikal
    - König: Siyaj Chan K’awiil II. (411–458)

## Asien
- Armenien
  - König: Chosroes III. (416–417)

- China
  - Kaiser der Jin-Dynastie: Jin Andi (396–418)
  - Nördliche Wei-Dynastie: Ming Yuan (409–423)
  - Sechzehn Reiche:
    - Spätere Qin: Yáo Hóng (416–417)
    - Nördliche Yan: Féng Bá (409–430)
    - Westliche Qin: Qǐfú Chìpán (412–428)
    - Nördliche Liang: Juqu Mengxun (401–433)
    - Westliche Liang: Li Gao (400–417)
    - Westliche Liang: Li Xin (417–420)
    - Xia: Hèlián Bóbó (407–425)

- Iberien (Kartlien)
  - König: Artschil I. (411–435)

- Indien
  - Gupta-Reich
    - König: Kumaragupta I. (415–455)

  - Kadamba
    - König: Raghu (410–425)

  - Pallava
    - König: Skanda Varman III. (400–438)

  - Vakataka
    - König: Pravarasena II. (410–440)

- Japan
  - Kaiser: Ingyō (411–453)

- Korea
  - Baekje
    - König: Jeonji (405–420)

  - Gaya
    - König: Jwaji (407–421)

  - Goguryeo
    - König: Jangsu (413–490)

  - Silla
    - König: Silseong (402–417)
    - König: Nulji (417–458)

- Sassanidenreich
  - Schah (Großkönig): Yazdegerd I. (399–421)

## Europa
- Weströmisches Reich
  - Kaiser: Flavius Honorius (395–423)
    - Konsul: Flavius Honorius (417)
    - Konsul: Constantius III. (417)

- Oströmisches Reich
  - Kaiser: Theodosius II. (408–450)

- Reich der Burgunden
  - König: Gundahar (406–436)

- Reich der Sueben
  - König: Ermenrich (409–438)

- Vandalen
  - König: Gunderich (406–428)

- Westgoten
  - König: Wallia (415–418)

## Religiöse Führer
- Papst: Innozenz I. (401–417)
- Papst: Zosimus (417–418)